# Wonder Girl
Wonder Girl es el alias de varias superheroínas que aparecen en los cómics publicados por DC Comics. Donna Troy, la Wonder Girl original, fue creada por Bob Haney y Bruno Premiani y apareció por primera vez en The Brave and the Bold # 60 (junio / julio de 1965). La segunda Wonder Girl, Cassandra Sandsmark fue creada por John Byrne y apareció por primera vez en Wonder Woman (vol. 2) # 105 (enero de 1996). Ambas son protegidas de Wonder Woman y miembros de diferentes encarnaciones de los Jóvenes Titanes. El alias también se ha utilizado en referencia a una versión más joven de Wonder Woman cuando era adolescente.
Una versión original de Wonder Girl llamada Drusilla apareció en la serie de televisión Wonder Woman, interpretada por Debra Winger. Donna Troy hace su debut como adaptación en vivo en la serie Titanes de DC Universe, interpretada por Conor Leslie.

## Biografías

### Diana
Aunque no se llama Wonder Girl, una joven Wonder Woman apareció como parte de la historia de origen del personaje en All Star Comics # 8 (diciembre de 1941), la primera aparición de Wonder Woman. Una princesa adolescente Diana de las Amazonas apareció en una historia de fondo en Wonder Woman (vol. 1) # 23 (mayo / junio de 1947), escrita por William Moulton Marston y diseñada por H.G. Peter.
Wonder Girl apareció por primera vez en The Secret Origin of Wonder Woman, escrita y editada por Robert Kanigher, en Wonder Woman (vol. 1) # 105 (abril de 1958). En este origen revisado de la Edad de Plata, se establece que Diana, de hecho, no había sido creada a partir de arcilla, sino que había nacido antes de que las Amazonas se establecieran en Isla Paraíso. Después de este número hubo varias aventuras de Wonder Girl, y años más tarde también apareció un personaje adicional, Wonder Tot — Wonder Woman cuando era una niña pequeña. Kanigher restauró el origen de arcilla del personaje en 1966.
Desde Wonder Woman (vol. 1) # 124 (agosto de 1961) en adelante, Wonder Woman, Wonder Girl y Wonder Tot aparecían juntas con frecuencia en historias que fueron etiquetadas como "cuentos imposibles", presentadas como películas hechas por la madre de Wonder Woman, la Reina Hippolyta que tenía el poder de unir películas de ella y Diana a diferentes edades. Los personajes de Wonder Girl y Wonder Woman comenzaron a divergir, ya que Bob Haney escribió historias de Wonder Girl que tuvieron lugar en el mismo período de tiempo que las de Wonder Woman.
La última aparición significativa de Wonder Woman como niña Wonder Girl fue en noviembre de 1965. En el irónico Wonder Woman (vol. 1) # 158, la mencionada Kanigher rompió la cuarta pared al tener Wonder Girl y el resto del elenco de apoyo que había creado (Wonder Tot, Glop, Bird-Boy, Mer-Boy, Birdman y Manno) llega a la oficina de un editor "cierto". Protestado por los fanáticos por arruinar al personaje, Kanigher le dice a Wonder Girl que la ama, junto con todas sus otras hijas, como Canario Negro, Star Sapphire y Harlequin. Aun as, con la creciente presin, no tiene más remedio que declararla retcon. Wonder Girl acepta estoicamente su destino mientras ella y los demás se convierten en dibujos en el escritorio de Kanigher. Poco después, Wonder Woman entra y se sorprende al ver a su yo más joven "asesinada".
Independientemente, Diana cuando era niña Wonder Girl nunca fue completamente rechazada. Las reimpresiones de historias de Wonder Girl se incluyeron ocasionalmente en el cómic. En el número 200, Wonder Woman, en su identidad de Diana Prince, se muestra caminando junto a los niños mientras juegan, y recuerda cuando era una Wonder Girl de catorce años enamorada de Mer-Boy.

### Donna Troy
Mientras los personajes de Wonder Girl y Wonder Woman divergían, Haney estaba desarrollando un nuevo grupo de superhéroes junior, cuya primera aparición informal contó con un equipo de Robin (Dick Grayson), Kid Flash (Wally West) y Aqualad (Garth). Durante su próxima aparición en The Brave and the Bold # 60 (julio de 1965), fueron apodados los Jóvenes Titanes y se les unió Wonder Girl, representada en el mismo marco que Wonder Woman y llamando a Hippolyta, "madre".
Wonder Girl y los otros Titanes fueron presentados en Showcase # 59 (diciembre de 1965) antes de ser escindida en su propia serie con Teen Titans (vol. 1) # 1 (febrero de 1966). Con el personaje llamado solo Wonder Girl, o "Wonder Chick" por sus compañeros de equipo, su estado como la Mujer Maravilla más joven desplazada en la línea de tiempo o como otro personaje en conjunto no se explica hasta Teen Titans (vol. 1) # 22 (agosto de 1969). En una historia de Marv Wolfman y Gil Kane se establece que Wonder Girl es una huérfana no amazónica, rescatada por Wonder Woman del incendio de un edificio de apartamentos. Incapaz de encontrar padres o familiares, Wonder Woman lleva a la niña a Isla Paraíso, donde finalmente el Rayo Púrpura le otorga poderes de Amazon. La historia termina con Wonder Girl con un nuevo disfraz y peinado, adoptando la identidad secreta de Donna Troy.

#### Múltiples orígenes
Dado que los cómics de eventos especiales como Crisis on Infinite Earths y la miniserie Crisis infinita han reescrito las historias de los personajes, el origen de Donna Troy ha sido revisado varias veces. En resumen, esos orígenes son los siguientes:
1. Huérfana rescatada: Donna Troy fue rescatada de un incendio en un edificio de apartamentos por Wonder Woman, quien la llevó a Isla Paraíso para ser criada como una amazona por la Reina Hippolyta.
2. Semilla Titán: La Titan Rea había rescatado a una joven Donna de un incendio, agregándola a un grupo de 12 huérfanos de todo el universo que habían sido criados en New Cronus por estos Titanes como "Semillas Titán", sus eventuales salvadores. Las Semillas habían recibido poderes sobrehumanos y habían recibido el nombre de las antiguas ciudades griegas. Llamada "Troya", Donna (como las demás) finalmente había sido despojada de sus recuerdos de su tiempo con los Titanes del Mito y reintroducida en la humanidad para esperar su destino. En esta versión, Donna no era una amazona y no tenía conexión con Wonder Woman.[4]
3. Vidas Infinitas de Donna Troy: en una revisión que incorporó la continuidad de Semillas Titán al volver a unir a Donna Troy con Wonder Woman, se revela que la hechicera amazona Magala había animado una imagen especular de la joven princesa Diana para crear para ella un místico "gemelo idéntico", compañero de juegos. Esta gemela pronto es confundida con Diana y secuestrada por Dark Angel (revelada en la miniserie El regreso de Donna Troy como Donna Troy de la Tierra 7). Dark Angel dispersa el espíritu de la niña a través del multiverso, condenándola a vivir múltiples vidas, cada una interrumpida por el Dark Angel en un momento de tragedia.[5] En al menos una de estas vidas variantes, Donna se convertiría en un superhéroe y se encontraría con su hermana mayor, ahora Wonder Woman, y su madre, la reina Hippolyta, sin darse cuenta de quién era realmente o cómo estaba relacionada con ellos. Después de que esa línea de tiempo termina con la muerte del hijo de Donna, Diana e Hippolyta intervienen para averiguar qué le sucedió a Donna. Donna finalmente derrota a Dark Angel, destruyendo la entidad malvada y recuperando sus poderes originales de Amazon. Vuelve a la realidad para continuar su vida desde ese punto.[6]
4. Versión Pre Flashpoint: Wonder Woman (vol. 3) Annual # 1 le da a Donna un nuevo origen que combina elementos de sus tres orígenes variantes. Donna nació como gemela mística de la princesa Diana gracias a la ayuda de la hechicera amazona Magala. Meses después, una vieja enemiga de la reina Hippolyta, llamada Dark Angel, secuestró a Donna pensando que era Diana. Donna fue colocada en animación suspendida por Dark Angel durante años, pero finalmente fue rescatada y regresada a la casa de las Amazonas, donde recibió entrenamiento tanto de las Amazonas como de los Titanes del Mito y fue criada como la segunda hija de la Reina Hippolyta. Años más tarde, siguió a Wonder Woman al mundo exterior como Wonder Girl y ayudó a formar los Jóvenes Titanes.[7]
5. Renacimiento: Se revela que Donna fue creada de arcilla como parte de un plan para destruir a Wonder Woman, pero las Amazonas le dieron falsos recuerdos de ser una huérfana rescatada por Wonder Woman, lo que le permitió vivir una vida normal.[8]

### Cassandra Sandsmark
Cassie Sandsmark es la hija de la Dra. Helena Sandsmark, arqueóloga y Zeus. Ha sido miembro de Justicia Joven y Jóvenes Titanes. Inicialmente, sus poderes se derivaron de antiguos artefactos mágicos griegos. Más tarde, Zeus le otorgó la bendición de los poderes reales. Sus poderes son similares a los de Wonder Woman, aunque lleva un lazo que expulsa el rayo de Zeus, que le fue dado por su medio hermano, Ares, el dios griego de la guerra. Cuando los dioses griegos abandonaron el plano mortal durante Crisis infinita, Zeus despojó a Cassie de sus poderes. Sin embargo, Ares le otorgó poderes a cambio de convertirse en su campeona.
Después de la muerte de Superboy, dejó a los Titanes por un tiempo para convertirse en una justiciera independiente. Estaba de luto por la pérdida de su amante, Superboy, y amargada por el abandono de Robin y Wonder Woman durante el año siguiente. Más tarde se reincorporó al grupo después de una batalla con la Hermandad del mal y el regreso de Cyborg. Es amiga cercana de su compañera heroína Supergirl.

### Yara Flor
Yara Flor es hija de una amazona y de un dios brasileño del río, que se convierte en la defensora de Themyscira. El personaje debutó en enero de 2021 como parte de la historia " Future State " de DC Comic, en la que se muestra como la Mujer Maravilla del futuro. En la narrativa actual de DC Comics, Yara se presenta como parte del evento editorial Infinite Frontier. Ella desconoce su herencia amazónica, pero, respondiendo a una profecía, los dioses olímpicos y las amazonas de Themiscyra, Bana-Mighdall, y una tercera tribu en la selva amazónica por separado comienzan a converger en su ubicación mientras hace un viaje desde los EE. UU. a Brasil, el país de su nacimiento. La Reina Hipólita envía a la Chica Maravilla Cassie Sandsmark para proteger a Yara, donde se encuentra con Artemisa. Se hizo amiga recientemente de Cassie Sandmark, Donna troy y Mary marvel. Junto con las anteriores wonder girls trabaja en equipo.

### Elizabeth Marston Prince
Elizabeth Marston Prince es la hija de Wonder Woman y Steve Trevor en la continuidad principal, el personaje debuto en wonder woman # 800 ( 2023), aparece como una mujer joven en el futuro en la misma linea de future state dentro de 20 años, es miembro de la Liga de la Justicia junto con John y Damian, formando la Trinidad en el futuro en lugar de heredar el manto de Wonder woman adopta el nombre de Trinity por los 3 lazos del destino ya que Yara flor y Nubia aportan el manto de wonder woman en el futuro, oficialmente aparece como bebe en el presente en la serie de Tom King # 14. Tras la muerte de steve a manos del soberano, diana en una profunda tristeza une su alma con la Steve formando un hilo dorado y moldea una bebe en la arena en la Isla de themiscira y suplicando a su madre Hipólita dar vida a su hija tal como lo hizo la diosa Afrodita con ella cuando hipolita la moldeo de arcilla, su abuela Hipolita y los dioses le otorga poderes similares a la de su madre diana siendo una mestiza entre Amazona y humano, considera a John y a Damián como sus hermanos mayores , en su niñez adopta el alias de wonder robin siendo sidekick de damian y salen a compatir el crimen en gotham, en su adolescencia aporta el manto de Wonder girl sucediendo a yara flor se muestra que viaja al pasado a Japón y luchando al lado de Samurais mientras jon y damian están en la forteleza de la esperanza esperando que vuelva al presente. Lucha contra mongul al lado de John y Damian y luego en un panel comparte con su yo del futuro y pasado preguntandose las 3 quien es su padre biologico mientras John y Damian son corgis.
Su nombre proviene la esposa del creador de wonder woman, en el comic diana decide nombrar a su hija en honor a la abuela materna de steve trevor quien en una charla la menciona estando en el inframundo.
Comparte similud con Stephanie Trevor , ( hija de diana y steve en otro universo alterno ) ambas no conocieron a su padre steve por lo que su madre diana las cria como madre soltera , aunque no se mostro la relacion con las wonder girls anteriores y su madre se da entender que lizzie ama y tiene admiración por su madre.En el futuro es la princesa de themiscira y campeona de las amazonas.

## Versiones alternativas

### Tiny Titans
Tanto Donna como Cassie tienen papeles recurrentes en el cómic Tiny Titans de Art Baltazar y Franco Aureliani. Los dos se representan como primos, con el alias de Wonder Girl dado a Donna y Cassie por su nombre de pila.

### Superman y Batman: Generaciones
En Superman & Batman: generaciones # 2, Wonder Girl aparece por primera vez en 1953 como una "proyección mística" para tomar el lugar de Wonder Woman mientras Diana da a luz. Ella encuentra a Steve Trevor herido y lo lleva de regreso a Isla Paraíso, pero a pesar de ser sometido al Purple Power Ray, muere a causa de sus heridas, dejando a Diana para que críe sola a su hija, Stephanie.
En 1964, Stephanie (o "Stevie") decide salir por su cuenta como Wonder Girl. Ella comparte un vínculo con Supergirl (Kara Kent), ya que nacieron al mismo tiempo. Años más tarde, se convierte en la nueva Mujer Maravilla. Su atuendo es prácticamente el mismo que el de su madre, excepto que no posee ni la tiara ni el Lazo Mágico de Afrodita, sino que posee las sandalias aladas de Hermes. Ella también usa una máscara. Cuando se convierte en la nueva Mujer Maravilla, agrega una capa al conjunto. En Superman & Batman: Generations # 3, ella es asesinada por Darkseid.

### Tierra-2
Otra versión de Donna existe en New 52 en la alternativa Tierra-2. En Earth-2: Society, el personaje, Fury, revela que su nombre es Donna. Este personaje es la hija de la difunta Mujer Maravilla de Tierra-2 y el Nuevo Dios, Steppenwolf. Esta es la primera vez que Fury se utiliza como un doppelganger de Donna Troy y no solo como un análogo.

### DC Comics Bombshells
En el universo de DC Comics Bombshells, Wonder Girl no es una sola persona, sino un equipo de jóvenes asiático-americanas que están empoderadas por los artefactos místicos que antes usaba Wonder Woman. Las Wonder Girls están formadas por Donna Troy (una nisei japonesa-estadounidense), Cassie Sandsmark (una niña de raza mixta de herencia parcial japonesa), Yuki y Yuri Katsura y Emily Sung.

### Injustice
En el vínculo cómico con Injustice: Dioses entre nosotros, Cassie está con los Titanes cuando estalla la bomba nuclear del Joker. Su atuendo es similar al de Wonder Woman en el juego. Ella es enviada a espiar a Conner después de que él es devastado por las acciones de Superman para ver qué está haciendo, y lo encuentra en la Fortaleza de la Soledad tratando de encontrar el Proyector de la Zona Fantasma. Ella y los otros Titanes intentan ayudar a Conner a detener a Superman, pero Superman lo hiere de muerte. Ella y los Titanes son enviados a la Zona Fantasma por Superman para salvar la vida de Conner y evitar que interfieran con los planes de Superman. En la precuela de Injustice 2, son liberados de la Zona Fantasma gracias a la Insurgencia. Como se evidenció durante su pelea con Amazo, su relación con su mentora, Wonder Woman, es tensa debido a que esta última se alía con el Régimen (aunque Diana todavía está preocupada por el bienestar de Cassie y no tenía idea de que Superman enviara a los Titanes a la Zona Fantasma).

## En otros medios

### Televisión

#### Animación
- Donna Troy aparece como Wonder Girl en los segmentos de Jóvenes Titanes de The Superman / Aquaman Hour of Adventure, con la voz de Julie Bennett.
- La segunda aparición animada de Donna Troy como Wonder Girl fue en el muy raro anuncio de servicio público de 1984 "Los nuevos jóvenes titanes dicen no a las drogas". Esta sería la única versión animada de la segunda encarnación de los Jóvenes Titanes producida por Hanna-Barbera. Los Nuevos Jóvenes Titanes en el comercial incluían Wonder Girl, Raven, Starfire, Kid Flash, Cyborg, Changeling y The Protector (del cómic antidrogas). Robin fue omitido debido a los derechos de licencia.
- En el episodio "Paradise Lost" de la primera temporada de la serie animada de la Liga de la Justicia, Wonder Woman salva a una joven rubia de un árbol. Cuando Wonder Woman le devuelve la niña a su madre, la madre llama a la niña "Cassie". Esta es una referencia obvia a Wonder Girl de los cómics.
- En la quinta temporada de Teen Titans, una chica que se parece a la versión de Donna Troy de Wonder Girl, una morena con aretes en forma de estrella, aparece brevemente en los episodios "Homecoming: Part II" y "Calling All Titans".[13]
- Donna Troy como Wonder Girl aparece como uno de los personajes principales en Super Best Friends Forever, una serie de cortos animados para el bloque DC Nation de Cartoon Network, con la voz de Grey DeLisle.[14] También hace un cameo en el corto "Kids Korner 4 Kids" New Teen Titans de DC Nation en el que aparece con los otros Titanes en un juego donde el espectador tiene que encontrar a Beast Boy.
- Donna Troy como Wonder Girl hace un cameo sin hablar en un corto de DC Super Friends.
- Cassie Sandsmark como Wonder Girl aparece en el episodio "Happy New Year" de Young Justice: Invasion, con la voz de Mae Whitman.[15] Se la presenta como miembro del Escuadrón Beta del Equipo junto a Batgirl, donde aparecen por primera vez para luchar contra Lobo, que estaba apuntando al Secretario General de la ONU Tseng (que en realidad era un extraterrestre disfrazado). En "Alienated" Wonder Girl y Wonder Woman fueron parte del Escuadrón Delta durante la misión para detener a los kroloteanos en la isla Malina. Ambos sacaron varios Mechs. Cuando se enteraron de que la base estaba a punto de explotar, ella y el equipo se retiraron al Bio-Ship. En "Beneath", ella, Miss Martian, Bumblebee y Batgirl liberaron a un grupo de secuestrados custodiados por Mammoth, Icicle Jr., Devastation, Shimmer y Psimon en Bialya. En "Before the Dawn", Wonder Girl y Alpha Squad siguieron a un Manta-Flyer desde Star City hasta la sede de Reach para rescatar a sus compañeros de equipo capturados y otros secuestrados. La operación fue interrumpida por un ejecutor de Reach, a quien Wonder Girl apodó como "Black Beetle". Mientras dominaba y derrotaba fácilmente al equipo uno por uno, Cassie contactó a los otros héroes en busca de ayuda. Black Beetle la inmovilizó contra la puerta y sin piedad la golpeó repetidamente hasta que cayó. Llegaron Blue Beetle, Beast Boy e Impulso. Mientras Blue Beetle mantenía a raya al Black Beetle, Impulse y Beast Boy ayudaron al equipo a bordo del Bio-Ship y escaparon. Wonder Girl y Tim Drake se convirtieron en pareja poco después de que concluyera la invasión Reach. La muerte de Wally West fue el catalizador que le dio a Wonder Girl el valor de besarlo. En Young Justice: Outsiders, intenta arreglar las cosas con Tim Drake después de que él deja el equipo y se convierte en miembro de Batman Inc. Más adelante en la temporada, ella ayuda a fundar los Outsiders (junto con Beast Boy, Blue Beetle, Static, Geo-Force y Bart Allen). Donna Troy (como Troia) iba a aparecer en Young Justice como un exmiembro del equipo de la brecha de cinco años entre las temporadas 1 y 2. Estaba destinada a ser incluida en los episodios "Satisfacción" y "Endgame", pero su cameo planeado fue descartado en ambos casos.[16] Donna debuta en el episodio de la tercera temporada "Royal We" como embajadora de Themyscira en la ONU junto a Garth de Atlantis, y pasa a aparecer en "Influence" y "Elder Wisdom", con Grey DeLisle retomando su papel.
- Donna Troy aparece en Teen Titans Go!, con la voz de Hynden Walch. En el episodio 35 de la quinta temporada, "The Bergerac", los Titanes le dan a Robin un consejo para guiarlo a través de su romance de campamento con Wonder Girl.

#### Acción en vivo
- En 1976, apareció una versión de Wonder Girl en la serie de televisión Wonder Woman y fue interpretada por Debra Winger, en uno de sus primeros papeles en los medios de comunicación. La actriz Charlene Tilton, mejor conocida por interpretar a Lucy Ewing en la serie de televisión Dallas, audicionó para el papel de Wonder Girl pero perdió ante Winger. El episodio piloto reveló que el alter-ego de Wonder Woman, la princesa Diana de Isla Paraíso, era la hija de la Reina Hippolyta, pero los episodios posteriores presentaron a la hermana menor de Diana, Drusilla. Drusilla apareció por primera vez en el episodio de dos partes The Feminum Mystique. En ese episodio, la reina Hippolyta (Carolyn Jones) envía a Drusilla a Estados Unidos para llevar a Diana a casa en Isla Paraíso. (La reina Hippolyta nunca se menciona por su nombre en ninguno de los especiales televisados en los que apareció.) Drusilla se enreda en un complot nazi para descubrir el secreto de los brazaletes de Wonder Woman, que pueden desviar las balas, y en el proceso Drusilla domina el transformación giratoria utilizada por su hermana mayor. Aunque Drusilla crea la personalidad de Wonder Girl, la distinción se pierde en los nazis, quienes creen que es Wonder Woman y la secuestran. En la segunda parte de este episodio, Drusilla regresa a Isla Paraíso para ayudar a liberar a sus compañeras Amazonas de un adelantamiento nazi. Drusilla apareció de nuevo en otro episodio, el episodio final de la primera temporada, titulado Mujer Maravilla en Hollywood. El 3 de septiembre de 1993, Winger apareció en el Late Show with David Letterman para promocionar su película Wilder Napalm. Allí, Winger reveló que le contrataron un puesto como habitual en el programa e incluso la protagonista de un programa de televisión derivado de Wonder Girl. Quería salir del programa e hizo que su agente la rescindiera de su contrato. Letterman luego mostró a la audiencia un breve clip de Winger como Wonder Girl e hizo varias preguntas sobre el programa y su coprotagonista Lynda Carter. Winger fingió brevemente vergüenza, pero luego afirmó que llegaba tarde a algo que tenía que hacer, y luego, sorprendentemente, se arrancó el vestido para revelar un disfraz de Wonder Girl debajo. Winger corrió a través de la audiencia para salir del teatro, mientras sonaba la línea de bajo del tema de Wonder Woman.[17] En los cómics, Drusilla es una amazona habitual que aparece en Wonder Woman # 182, 1969, que era una aliada de Wonder Woman. Una figura parecida a la Drusilla de Winger hizo un cameo en Infinite Crisis # 6, como Wonder Girl de Tierra-462. Cassandra Sandsmark adaptaría más tarde el alias de Drusilla para proteger su identidad.
- Donna Troy aparece en la serie Titanes de DC Universe, interpretada por Conor Leslie. Introducida en el episodio "Donna Troy" (temporada 1), esta versión de Donna es una fotoperiodista de investigación que fue la mejor amiga de la infancia de Dick Grayson y ex compañera de Wonder Woman. En la actualidad, Dick busca la ayuda de Donna para traducir un texto antiguo que revela la misión de Koriand'r de matar a Rachel Roth para frustrar su destino de destruir el mundo. Dick y Donna salvan a Rachel de una Starfire arrepentida, y el grupo se mueve para enfrentarse al padre demonio de Rachel, Trigon.

### Película
- Donna Troy hace un cameo sin hablar como Wonder Girl durante el epílogo de Justice League: The New Frontier junto a los otros Jóvenes Titanes originales, Supergirl y Canario Negro.
- Una versión de Sindicato del Crimen de América de Wonder Girl llamada Olympia apareció en Justice League: Crisis on Two Earths, ella es una fusión de Wonder Girl y Olympian.
- Cassie Sandsmark hace un cameo en la película animada de DC Justice League: Throne of Atlantis. Se la ve cenando detrás de la mesa de Superman y Wonder Woman. Cuando Cyborg y Shazam vienen a buscarlos a través del boom tube, Cassie se pone de pie y exclama: "¡Te amo, Shazam!" Al parecer, lleva una camiseta de Shazam.
- La versión Young Justice de Cassie Sandsmark, junto con Artemis, Zatanna y Miss Martian, hace un cameo como espectadores en casa en Scooby-Doo! WrestleMania Mystery.[18][19]
- Donna también hace un cameo sin hablar en el final de Teen Titans: The Judas Contract como el miembro más nuevo de los Jóvenes Titanes que reemplaza a la difunta Terra. Vuela por el cielo y casi se cae. Aunque Beast Boy no puede decir nada, insinúa que ella es un nuevo miembro "maravilloso" de su equipo antes de dar su gran discurso sobre Terra a Kevin Smith.
- Donna aparece como uno de los muchos superhéroes que deambulan por el lote de Warner Brothers sin ningún papel de habla en Teen Titans Go! to the Movies.

### Videojuegos
- Donna Troy aparece en DC Universe Online, con la voz de Deena Hyatt. Ella originalmente se pelea como un secuaz poseído de Trigon, pero luego se convierte en un aliado de ayuda. También es vendedora en la Watchtower que vende la armadura icónica de nivel 2, la fuerza de Hera.
- En Injustice: Dioses entre nosotros, el nombre de Donna Troy aparece en una lista de blancos durante la final de Deathstroke.
- Donna Troy y Cassie Sandsmark aparecen como personajes jugables en Lego DC Super-Villains.

### Varios
- Teen Titans Go! # 36 (octubre de 2006) presenta a Donna Troy como la Wonder Girl que aparece en la serie animada Teen Titans. Se la representa con su origen original como adoptada por las Amazonas en Isla Paraíso y se convierte en un personaje recurrente en los números posteriores de la serie.[13] Cassie Sandsmark también aparece en el número 54, donde se la representa como la directora del club de fans de Wonder Woman de su escuela secundaria. Su obsesión la lleva a robar dos artefactos místicos que le otorgan superpoderes, luego de lo cual irrumpe en un torneo atlético en Isla Paraíso organizado por Donna Troy para ver cuál de las jóvenes heroínas del mundo podría reemplazarla como compañera de Wonder Woman. Cassie inicialmente planea derrotar a Donna uno a uno para convertirse en la nueva Wonder Girl, pero termina ayudándola a salvar Isla Paraíso de una invasión del villano submarino Trident. Al final del problema, Donna le ofrece a Cassie la oportunidad de unirse al programa de entrenamiento mundial de los Titanes, una vez que su madre terminó de castigarla por robar los artefactos.